# Admiral Nakhimov (panserkrydser)
Den russiske panserkrydser Admiral Nakhimov var den bedst bevæbnede krydser, der hidtil var bygget, da den indgik i den russiske flåde. Det påstås, at den russiske marinestab fik fat i tegningerne til den engelske panserkrydser Imperieuse, og der er unægtelig store lighedpunkter mellem de to skibe. Som på Imperieuse er det kraftige artilleri anbragt i fire kanontårne i diamantformation, men russerne gik ned fra 25,4 til 20,3 cm i kaliber, og kunne så til gengæld få to kanoner i hvert kanontårn. Det gav en bredside på 6 kraftige kanoner – noget ingen andre krydsere kunne matche på den tid. Nakhimovs overlegenhed varede dog kort, for få år senere vandt de hurtigtskydende kanoner indpas, og selv om kanonerne havde knapt så kraftigt kaliber, kunne de affyres 5-6 gange for hver salve fra Nakhimov. Skibet var opkaldt efter admiral Pavel Stepanovich Nakhimov, en berømt russisk søofficerer, der døde mens han deltog i forsvaret af Sevastopol under Krimkrigen i 1855.

## Tjeneste
Kort efter kommandohejsningen blev Admiral Nakhimov sendt til Vladivostok, hvor skibet ankom i maj 1889 og blev flagskib for den russiske Stillehavseskadre. I september 1891 returnerede krydseren til Østersøen til eftersyn. I juli 1893 besøgte Admiral Nakhimov New York og derefter den franske flådebase i Toulon som deltager i en russisk eskadre. Derefter gik det til Vladivostok igen, med tjeneste i fire år, hvor skibet blandt andet var til stede ved overtagelsen af Port Arthur. I 1898 vendte krydseren tilbage til Østersøen for at blive efterset og moderniseret. I november 1899 blev Admiral Nakhomov igen sendt ud til Stillehavseskadren og gjorde tjeneste der til 1903, hvorefter skibet returnerede til Østersøen.
Da den Russisk-japanske krig brød ud i 1904, blev Admiral Nakhimov en del af den 2. Stillehavseskadre, der blev oprettet i Østersøen for at slutte sig til 1. Stillehavseskadre i Port Arthur. I oktober 1904 stævnede eskadren mod Fjernøsten, og som den kraftigste russiske panserkrydser blev Nakhimov en del af 2. slagskibsgruppe sammen med tre ældre slagskibe. Den 27. maj 1905, hvor slaget ved Tsushima begyndte, var krydseren det ottende og sidste skib i den russiske linje. Den blev ramt omkring 30 gange, mest af de japanske panserkrydsere, men trods et tab på 25 dræbte og 51 sårede besætningsmedlemmer var den fortsat kampdygtig. Skydningen fra Nakhimov resulterede i lette skader på panserkrydseren Iwate, der blev ramt af tre 20,3 cm granater. Efter mørkets frembrud, da de overlevende russiske skibe blev angrebet af japanske torpedobåde og jagere, tændte Nakhimov sine projektører, og var dermed fuldt synlig. Mellem klokken 21.30 og 22 blev krydseren ramt i stævnen af en torpedo, og stod ikke til at redde. Besætningen forlod skibet næste morgen, og det sank om formiddagen den 28. maj, nær Tsushima.